# Praxis Rabemananjara
Stéphane Praxis Rabemananjara, noto come Stéphane Praxis o Praxis Rabemananjara (20 aprile 1987), è un calciatore malgascio, attaccante del Saint-Benoit.

## Carriera

### Club
Nel 2000 gioca al Sirama Namakia. Nel 2001 passa al Leopards Transfoot. Nel 2003 viene acquistato dal Pamplemousses, in cui milita fino al 2010. Nel 2011 si trasferisce al Saint-Denis. Nel 2012 passa al Bras-Fusil. Nel 2016 viene acquistato dal Saint-Benoit.

### Nazionale
Ha debuttato in Nazionale nel 2001. Ha collezionato in totale, con la maglia della Nazionale, 15 presenze e 5 reti.